# Die Terroristen (Roman)
Der Kriminalroman Die Terroristen (schwedischer Originaltitel: Terroristerna) ist der zehnte und letzte Band der Krimi-Reihe Roman über ein Verbrechen des schwedischen Autorenpaars Maj Sjöwall und Per Wahlöö. Die schwedische Erstauflage des Buches erschien 1975. Die deutsche Übersetzung erschien in der BRD 1977 und in der DDR 1986.

## Handlung
Martin Beck und seine Kollegen sollen einen vermuteten Terroranschlag auf einen amerikanischen Senator bei dessen Staatsbesuch in Schweden verhindern. Den Anschlag plant die (fiktive) internationale Terrororganisation ULAG, die schon mehrere Anschläge erfolgreich und überaus brutal ausgeführt hat.
Beck wird zum Leiter der Schutzeinheit für den Staatsbesuch ernannt und soll mit vier Kollegen den Fernschutz planen. Sie gehen davon aus, dass der Anschlag auf einem Platz, den der Konvoi passieren muss, verübt werden wird, vermutlich als Bombenattentat nach gleichem Muster wie bei einem vorherigen Anschlag der ULAG in einem lateinamerikanischen Land.
Die vier Terroristen der ULAG schaffen es, die Bombe zu platzieren. Sie werden jedoch beim Auslösen der Zündung durch eine verzögerte Fernsehberichterstattung getäuscht und es gelingt Einar Rönn, einem der vier Kommissare um Beck, den Platz kurz vor der Explosion räumen zu lassen.
Die Situation scheint bereits unter Kontrolle zu sein, als es doch noch zu einem Attentat kommt, dessen Opfer allerdings nicht der amerikanische Senator, sondern der schwedische Regierungschef ist. Täterin ist eine der Gesellschaft vollkommen entfremdete junge Frau, die bereits aus einem der anderen Handlungsstränge des Romans bekannt ist.
Zwei der vier Terroristen können von der Polizei in ihrem Versteck überrumpelt und verhaftet werden. Der dritte, Levallois, ist vorher geflüchtet. Die Polizei riegelt alle Wege über die Landesgrenzen ab. Als der vierte Terrorist Heydt auf die Polizei trifft, kommt es zu einem Schusswechsel, bei dem Heydt getötet und ein Polizist verletzt wird.

## Gesellschaftskritische Komponenten
Klarer noch als in den vorherigen neun Bänden ist „Die Terroristen“ eine Generalabrechnung des Autorenduos mit der politischen und wirtschaftlichen Führung Schwedens.
„Trotz aller übrigen Unterschiede war dieses Land [eine lateinamerikanische Diktatur] ebenso wie Schweden eine Scheindemokratie, beherrscht von einer kapitalistischen Wirtschaft und zynischen Berufspolitikern, die sehr darauf achteten, dass der Anschein einer Art von Sozialismus, der zwar nur ein Abglanz davon war, aufrechterhalten wurde.“ (2. Kapitel)
Neben plakativen, klar gegen das schwedische Gesellschaftssystem gerichteten Passagen wie der zitierten zieht sich die Kritik an der schwedischen Gesellschaft mehr oder weniger merklich durch die gesamte Handlung, so zum Beispiel während einer Gerichtsverhandlung, in der ein sehr skurriler Verteidiger trotz klarer Unschuld seiner Mandantin nur mit Mühe einen Freispruch erreicht; obwohl mehr als offensichtlich ist, dass schon lange vorher eine Einstellung des Verfahrens angebracht gewesen wäre.
„Bulldozer Olsson [der Staatsanwalt] gewann alle seine Verfahren mit einigen wenigen Ausnahmen. Schonungsvoll würde man gesagt haben, dass dies für das Rechtswesen nicht besonders schmeichelhaft war. Was das in Wahrheit bedeutete, daran wagte man gar nicht zu denken.“ (3. Kapitel)

## Film
Mit deutlich anderem Inhalt verfilmt wurde der Roman 1994 mit der schwedisch-deutschen Produktion „Stockholm Marathon“, in Deutschland trug der Film den Alternativtitel „Der Tod läuft mit“. Regisseur war Peter Keglevic.